# 바스켓발 분데스리가
바스켓발 분데스리가(Basketball Bundesliga, BBL, 영어: Federal Basketball League)는 후원을 이유로 easyCredit BBL로 명명되었으며 독일 프로 클럽 농구의 최고 수준 리그이다. 이 리그는 18개 팀으로 구성된다. BBL 시즌은 리그 스테이지와 플레이오프 스테이지로 나뉜다. 리그 스테이지가 종료되면 상위 8개 팀이 플레이오프 스테이지에 진출하게 되며, 17, 18위 팀은 하위 리그로 강등된다. 플레이오프는 "베스트 오브 5" 형식으로 진행된다. 최종 라운드의 승리 팀은 해당 시즌의 독일 챔피언이 된다.
리그 대회 외에도 모든 BBL 팀은 독일 농구 컵을 위해 경쟁한다. 두 번째 리그(ProA 또는 ProB) 또는 하위 레벨 리저널리가에서 플레이하는 팀도 BBL-컵에 참가할 수 있다. BBL-컵에는 항상 3번의 녹아웃 라운드가 진행된다. BBL 레벨 이하의 리그에서 더 많은 팀이 참가를 신청하면 사용 가능한 자리와 추가 예선 라운드가 추가된다. 마지막 남은 4개 팀은 BBL-TOP4라고 하는 녹아웃 경기에서 동메달, 은메달, 금메달 순위를 결정한다. 금메달을 획득한 팀은 독일 농구컵 우승팀이다.
바스켓발 분데스리가는 바스켓발 분데스리가 GmbH가 운영한다. BBL GmbH의 74%는 AG BBL e.V.가 소유하고 있다. (클럽으로 구성), 독일 농구 연맹(DBB)이 26%를 차지한다.